# Francesco Severi
Francesco Severi (13 aprilie 1879, Arezzo - 8 decembrie 1961, Roma) a fost un matematician italian, fiind cunoscut pentru contribuțiile sale din geometrie algebrică, geometrie birotațională si teoria suprafețelor algebrice.
1. 1 2  Francesco Buonaccorso Gherardo Severi, Brockhaus Enzyklopädie, accesat în 9 octombrie 2017
2. 1 2 3  Autoritatea BnF, accesat în 10 octombrie 2015
3. 1 2  Francesco Severi, www.accademiadellescienze.it, accesat în 1 decembrie 2020
4. 1 2  Francesco Severi, annuaire prosopographique: la France savante, accesat în 9 octombrie 2017
5. 1 2  MacTutor History of Mathematics archive, accesat în 22 august 2017
6. 1 2  www.accademiadellescienze.it, accesat în 1 decembrie 2020
7. ↑   http://www.arezzomultiservizi.eu/forms/defuntoricerca.asp Lipsește sau este vid: |title= (ajutor)
8. ↑  LIBRIS, 26 martie 2018, accesat în 24 august 2018
9. ↑  CONOR.SI[*] Verificați valoarea |titlelink= (ajutor)
10. ↑  MacTutor History of Mathematics archive
11. ↑   (PDF) http://dm.unife.it/comunicare-la-matematica/filemat/pdf/fantap.pdf Lipsește sau este vid: |title= (ajutor)